# Charles FitzRoy, 2.º Duque de Grafton
Charles FitzRoy, 2.° Duque de Grafton KG PC  (25 de outubro de 1683 – 6 de maio de 1757) foi um pariato anglo-irlandês.

## Vida
FitzRoy nasceu em 25 de outubro de 1683, o único filho de Henry FitzRoy, 1.º Duque de Grafton, e sua esposa Isabella Bennet. Seu pai era filho ilegítimo do rei Carlos II de Inglaterra com sua amante Barbara Palmer, 1ª Duquesa de Cleveland.
Ele herdou os títulos de seu pai em 9 de outubro de 1690. FitzRoy foi Lorde Grande Comissário na coroação do rei Jorge I da Grã-Bretanha em 1714. Ele tornou-se membro do Conselho Privado em 1715 e um Cavaleiro da Jarreteira em 1721. Também foi Lorde Tenente da Irlanda de 1720 e 1724 e Lorde Camareiro de 1724 até sua morte. FitzRoy foi em 1719 um dos muitos assinantes da Real Academia de Música, uma companhia que produzia óperas barrocas. Em 1739 ele apoiou a criação do Foundling Hospital, que se tornaria uma das principais instituições de caridade de Londres; ele fez parte da Corte de Governadores originais.

## Família
FitzRoy se casou com Henrietta Somerset, filha de Charles Somerset, Marquês de Worcester e Rebecca Child. Tiveram sete filhos:
- Charles Henry FitzRoy, Conde de Euston (13 de abril de 1714 – 18 de dezembro de 1715)
- George FitzRoy, Conde de Euston (24 de agosto de 1715 – 7 de julho de 1747). Casou-se com Dorothy Boyle, sem filhos.
- Lorde Augustus FitzRoy (16 de outubro de 1716 – 24 de maio de 1741). Casou-se com Elizabeth Cosby. Tiveram dois filhos que fundaram os atuais ramos da família:
  - Augustus FitzRoy, 3.º Duque de Grafton
  - Charles FitzRoy, 1.º Barão Southampton
- Lorde Charles FitzRoy (23 de abril de 1718 – 29 de julho de 1739)
- Caroline FitzRoy (8 de abril de 1722 – 26 de junho de 1784). Casou-se com William Stanhope, 2.º Conde de Harrington, com filhos.
- Harriet FitzRoy (8 de junho de 1723 – agosto de 1735)
- Isabella FitzRoy (1726 – 10 de novembro de 1782). Casou-se com Francis Seymour-Conway, 1.º Marquês de Hertford. Diana Spencer, Princesa de Gales, é uma de suas descendentes.

FitzRoy também foi pai de um filho ilegítimo, Charles FitzRoy-Scudamore. 